# 日本料理 龍吟
日本料理 龍吟（にほんりょうり りゅうぎん、英：Nihonryori RyuGin）は、東京都千代田区有楽町東京ミッドタウン日比谷に店舗を構えるミシュラン三つ星の日本料理店である。シェフは山本征治。

## 歴史
2003年、東京都港区六本木に開店した。屋号の龍吟は、禅の言葉「龍吟雲起」に由来する。
2011年、サンペレグリノの「世界のベストレストラン50」で20位を獲得した。
2018年に日比谷に移転した。